# Standfussia vorbrodtella
Standfussia vorbrodtella is een vlinder uit de familie van de zakjesdragers (Psychidae). De wetenschappelijke naam van de soort is voor het eerst geldig gepubliceerd in 1920 door Eugen Wehrli.